# Minira
Minilla (ミニラ?, Minira), chiamato anche Minya, è un kaijū (mostro misterioso) della serie di Godzilla che fece il suo debutto in Il figlio di Godzilla.
Secondo il regista Jun Fukuda, la creazione di Minilla non fu un tentativo di attrarre un pubblico infantile, ma semplicemente un nuovo approccio per la serie. Dopo la distribuzione di Il ritorno di Godzilla, il creatore di Godzilla Tomoyuki Tanaka suggerì allo sceneggiatore Shinichi Sekizawa di introdurre un figlio di Godzilla per commemorare il capodanno. Lo storico di Godzilla, Steve Ryfle, teorizzò che Minilla fu infatti concepito per fare concorrenza con la serie di Gamera, che era relativamente comico e popolare con i bambini.
Il personaggio non fu ben accolto dai recensori e i fan. Ryfle criticò la sua apparenza e comportamento troppo antropomorfi, mentre l'autore David Kalat lo descrisse come un "orsacchiotto di peluche spelacchiato." Donald F. Glut lo paragonò a "qualcosa apparso in un libro medico sugli aborti umani." Nel 1993, durante la produzione di Gojira VS Mekagojira, quando fu proposto di ri-introdurre il personaggio, fu scartato in favore a Godzilla Junior, un altro figlio meno antropomorfizzato.

## Storia
Nel suo film d'esordio, Minilla, ancora rinchiuso in un uovo sottoterra nell'isola Solgell, comincia a richiamare Godzilla telepaticamente. I suoi richiami vengono prima intercettati da mantidi giganti, che lo liberano dall'uovo per mangiarlo, ma vengono cacciati via da Godzilla. Minilla cresce, e fa amicizia con alcuni umani collocati sull'isola, che osservano come il cucciolo si sforza di emettere un raggio atomico. Minilla viene attaccato dal ragno gigante Smegor, ma riesce a batterlo insieme al padre. In seguito, i due vengono ibernati quando un ordigno sperimentale causa un calo di temperatura dell'isola. Appare brevemente nei sogni d'un bambino come una creatura capace di parlare e di rimpiciolirsi a grandezza umana. Questa incarnazione immaginaria è sottoposto ai tormenti del mostro Gabara, e la loro faida insegna al bambino il valore dell'autodifesa. Nel 1999, Minilla accompagna suo padre insieme a tutti i mostri della terra al Fuji per attaccare la base degli alieni Kilaak, che gli avevano prima costretti a distruggere le grandi città del mondo. Il loro attacco viene ostacolato da King Ghidorah, ma i mostri terrestri riescono a sopraffarlo, con Minilla che gli dà il colpo di grazia.
In Gojira - Final Wars, ambientato nel futuro, Minilla è fra gli unici mostri a non essere posseduto dagli Xiliani. Il cucciolo fa amicizia con una famiglia umana, e riesce a convincere Godzilla a risparmiarli.

## Filmografia
- Il figlio di Godzilla (1967)
- Gli eredi di King Kong (1968)
- Gojira Minira Gabara - All kaijū dai shingeki (1969)
- Gojira Final Wars (2004)